# Placidus (Vorname)
Placidus (in anderer Schreibweise Plazidus) ist ein ursprünglich römischer männlicher Vorname und Beiname.

## Herkunft und Bedeutung
Der Name kommt aus dem Lateinischen. Das Adjektiv placidus bedeutet sanft, gütig, ruhig, friedlich.

## Verbreitung
Der Name war unter frühen Christen verbreitet. Der frühchristliche Märtyrer Eustachius († um 118) wurde vor seiner Bekehrung Placidus genannt. In der Neuzeit wird er vor allem von Benediktinermönchen als Ordensname gewählt.

## Varianten
- Placida, weibliche Form[5]
- Placide, französisch[5]
- Placido, italienisch[5]
- Plácido, spanisch[2], portugiesisch[5]
- Placid, englisch[5]

## Namenstag
- Gedenktag für den Benediktiner und Märtyrer Placidus von Subiaco ist der 5. Oktober.[6]
- Gedenktag für den Klostergründer und Märtyrer Placidus von Disentis ist der 11. Juli.[2]

## Namensträger
Einname
- Placidus, früherer Name von Eustachius († um 118), christlicher Märtyrer
- Placidus von Subiaco (um 515–um 545), römischer Benediktinerabt und Märtyrer
- Placidus von Disentis, Eremit und Klostergründer, siehe Placidus und Sigisbert von Disentis
- Placidus von Nonantola  († nach 1123), italienischer Mönch und Priester

Vorname
- Placidus Ackermann (1765–1842), Schweizer Benediktinerabt
- Placidus Amon (1700–1759), österreichischer Benediktinermönch
- Placidus Bliemetzrieder (1867–1935), österreichischer Geistlicher, Kirchenhistoriker und Bibliothekar
- Placidus Braun (1756–1829), deutscher Benediktinermönch
- Placidus Bridler (1613–1679), Schweizer Benediktinermönch
- Placidus Brunschwiler (1589/1590–1672), Schweizer Benediktinerabt
- Placidus Buechauer (1610/1611–1669), deutsch-österreichischer Benediktinerabt
- Plazidus I. Büchs (1627–1691), deutscher Benediktinerabt
- Placidus von Camerloher (1718–1782), deutscher Komponist
- Placidus Denzinger (1907–1985), deutscher Benediktinermönch
- Placidus von Droste (1641–1700), deutscher Benediktinerabt
- Placidus Fixlmillner (1721–1791), österreichischer Benediktinermönch, Universalgelehrter und Hochschullehrer
- Placidus Glogger (1874–1941), deutscher Benediktinerabt
- Placidus Heinrich (1758–1825), deutscher Benediktinermönch und Naturforscher
- Placidus Hieber von Greifenfels (1615–1678), deutsch-österreichischer Benediktinerabt
- Plazidus Kobolt (1642–1719), deutscher Benediktinerabt
- Placidus Mally (1670–1745), österreichischer Zisterzienserabt
- Placidus Mayrhauser (1671–1741), österreichischer Benediktinerabt
- Placidus Mittler (1928–2016), deutscher Benediktinerabt
- Placidus Much (1685–1756), österreichischer Benediktinerabt
- Placidus Gervasius Nkalanga (1919–2015), tansanischer Benediktiner, Bischof von Bukob
- Placidus Pei Ronggui (* 1933), chinesischer Geistlicher, Koadjutorbischof von Luoyang
- Plazidus Reich (1695–1764), deutscher Benediktinerabt
- Placidus Riccardi (1844–1915), italienischer Benediktinermönch
- Placidus Rogg (1769–1830), Schweizer Offizier und Politiker
- Placidus Sczygiel (1879–1943), deutscher Franziskaner und Märtyrer
- Placidus Seitz (1672–1736), deutscher Benediktinerabt
- Placidus a Spescha (1752–1833), Schweizer Benediktinerpater, Natur- und Sprachforscher
- Placidus Sprenger (1735–1806), deutscher Benediktinermönch
- Placidus Staeb (1887–1965), deutsch-brasilianischer Benediktinerabt
- Placidus Stainbacher (1642–1720), deutscher Benediktinerabt
- Placidus Stieß (1919–2001), deutscher Benediktinerabt
- Plazidus Vogel (1871–1943), deutscher Benediktinerabt
- Placidus Wolf (1912–1985), österreichischer Benediktinerabt
- Placidus Wolter (1828–1908), deutscher Benediktinerabt
- Plazidus Zurlauben (1646–1723), Schweizer Benediktinerabt

Mittelname
- Bernardus Placidus Johann Nepomuk Bolzano (1781–1848), Priester, Philosoph und Mathematiker, siehe Bernard Bolzano
- Flavius Placidus Valentinianus (419–455), römischer Kaiser, siehe Valentinian III.
- Gian-Reto Placidus Plattner (1939–2009), Schweizer Physiker und Politiker (SP), siehe Gian-Reto Plattner
- Jakob Placidus Altmutter (1780–1820), österreichischer Maler
- Johann Placidus Friedrich Kaiser (1823–1899), Schweizer Mediziner und Politiker
- Joseph Plazidus Freiherr Staader von Adelsheim (1738–1808), österreichischer Feldzeugmeister, siehe Joseph Staader von Adelsheim
- Telesphore Placidus Toppo (1939–2023), indischer Geistlicher, Erzbischof von Ranchi
- Thomas Placidus Fleming (1642–1720), schottisch-deutscher Benediktinerabt

Sonstige
- Johann II. Maria Franz Placidus (der Gute; 1840–1929), Fürst von Liechtenstein, siehe Johann II. (Liechtenstein)
- Johann Wilhelm Placidus, Pseudonym von Johann Wilhelm Petersen (Bibliothekar) (1758–1815), deutscher Bibliothekar, Jurist und Schriftsteller
- Iulius Placidus († nach 69), römischer Militärtribun
- Lactantius Placidus, römischer Kommentator